# نیکولا وایت
نیکولا وایت (انگلیسی: Nicola White؛ زادهٔ ۲۰ ژانویهٔ ۱۹۸۸) بازیکن هاکی روی چمن اهل انگلستان است که در مسابقات کشوری و بین‌المللی در مجموع برندهٔ ۲ مدال طلا، ۳ مدال نقره، ۶ مدال برنز شده‌است.